# Quibala (ort)
Quibala är en ort i Angola.   Den ligger i provinsen Cuanza Sul, i den nordvästra delen av landet, 280 kilometer sydost om huvudstaden Luanda. Quibala ligger 1 284 meter över havet och antalet invånare är 8 915.
Terrängen runt Quibala är kuperad åt sydost, men åt nordväst är den platt.  Runt Quibala är det glesbefolkat, med 17 invånare per kvadratkilometer.. Det finns inga andra samhällen i närheten.
I omgivningarna runt Quibala växer huvudsakligen savannskog.